# Stempellinella lamellata
Stempellinella lamellata är en tvåvingeart som beskrevs av Ekrem 2007. Stempellinella lamellata ingår i släktet Stempellinella och familjen fjädermyggor. Inga underarter finns listade i Catalogue of Life.